# Ciutats provincials de la república de la Xina

Ciutats comarcals, en violeta

Una ciutat provincial (省轄市), també coneguda com a municipi autònom o simplement ciutat, és una divisió administrativa de segon nivell de la república de la Xina.
Inicialment i com el seu nom indica, les ciutats provincials sota la jurisdicció de les províncies, però aquestes foren racionalitzades i perderen el seu autogovern l'any 1998, sent dissolt qualsevol organ de govern provincial l'any 2018. Les ciutats provincials, juntament amb les comarques, són actualment vistes com les dues subdivisions de facto de Taiwan.
Actualment, la "Llei de Govern Local" especifica que les ciutats provincials (o "ciutats" actualment) han de tindre una població entre els 600.000 i 1.250.000 habitants i tindre un paper principal cultural, econòmic i polític. A dia d'avui, algunes ciutats provincials no compleixen aquests requeriments, però no són degradades en atenció a raons històriques.

## Història
Les primeres divisions administratives anomenades "ciutat" a Taiwan foren creades a la dècada del 1920 pel govern japonès. En aquesta època, les ciutats es trobaven sota la jurisdicció de les prefectures. Després de la segona guerra mundial, nou de les onze "ciutats prefecturals" creades pel govern japonés foren reorganitzades com a ciutats provincials segons la "llei de formació de ciutats" (市組織法).
Aquesta llei havia estat aprovada a la república de la Xina a principis del segle XX. Els criteris per a esdevindre ciutat provincial eren tant ser capital provincial com tindre un població superior a 200.000 habitants o 100.000 si es tractaba d'una ciutat significativa cultural, econòmica i políticament. La reforma administrativa de l'any 1945 va emprar part del sistema japonés i algunes de les ciutats, tot i estar per sota dels criteris d'elecció, van ser declarades ciutats provincials.
Després de la fugida a Taiwan del govern de la república l'any 1949, el mínim de població exigit per a esdevindre ciutat provincial pujà fins als 500.000 habitants sota la "Guia per a l'Implementació de l'Autonomia Local a les Comarques i Ciutats de la Província de Taiwan" (臺灣省各縣市實施地方自治綱要), aprovada l'any 1981. Posteriorment el requisit seria augmentat fins als 600.000 habitants. Des del desmantellament i dissolució de les institucions provincials als anys 1998 i 2018, les ciutats provincials (com les comarques) es troben sota la jurisdicció del govern central i són conegudes simplement com a "ciutats".

## Llista de ciutats provincials
|   | Municipi | Any de creació | Població (hab) [2020] | Superfície (km²) | Densitat (hab/km²) |
| - | -------- | -------------- | --------------------- | ---------------- | ------------------ |
| 1 | Txiayi   | 1982           | 263.188               | 60,03            | 4.400              |
| 2 | Xintxu   | 1982           | 453.536               | 104,15           | 4.400              |
| 3 | Keelung  | 1945           | 362.177               | 132,75           | 2.700              |